# Herța
Herța (în ucraineană Герца, transliterat: Herța, în rusă Герца, transliterat: Gherța) este un oraș în regiunea Cernăuți (Ucraina), centru administrativ al raionului omonim. Este situat la o distanță de 28 km sud-est de orașul Cernăuți și la 21 km nord de orașul Dorohoi. 
Localitatea este situată la o altitudine de 160 metri, în partea de est a raionului Herța, pe râul Herța (un afluent al Prutului), în apropiere de granița cu România. Are 2,101 locuitori, preponderent români.

## Istorie
Localitatea Herța a făcut parte încă de la înființare din Principatul Moldovei, aflându-se la câțiva kilometri nord de orașul Dorohoi. Prima menționare documentară a localității datează din data de 20 decembrie 1437. Ca urmare a relațiilor comerciale dezvoltate, a primit în anul 1672 statutul de târg, printr-un hrisov al domnitorului Gheorghe Duca.
Până la încorporarea Bucovinei la Austria, în 1775, a făcut parte din Ținutul Cernăuți. Între anii 1775-1777, orașul a fost ocupat de armatele austriece, dar târgul, împreună cu circa 30 de sate, a revenit Moldovei, în cadrul nou-înființatului Ținut Herța. Acest ținut a fost desființat în anul 1834 și înglobat Ținutului Dorohoi. Statutul de târg al orașului Herța a fost confirmat în 1817 de Scarlat Callimachi și în 6 iulie 1824 de către Ioniță Sandu Sturdza.
După Unirea Principatelor Române la 24 ianuarie 1859, târgul Herța a intrat în componența statului român. La recensământul din 1860, Herța era oficial a 25-a localitate urbană a Moldovei, după numărul populației (2754 locuitori). În anul 1864 i s-a recunoscut statutul de oraș. La 1901, Marele Dicționar Geografic al Romîniei consemnează că Herța avea 1.160 de locuitori, dintre care majoritatea (820) erau evrei; orașul avea 2 biserici ortodoxe, 2 sinagogi, o școală de băieți și una de fete; în 1884 în oraș se înființase primul birou telegrafo-poștal cu telefon.

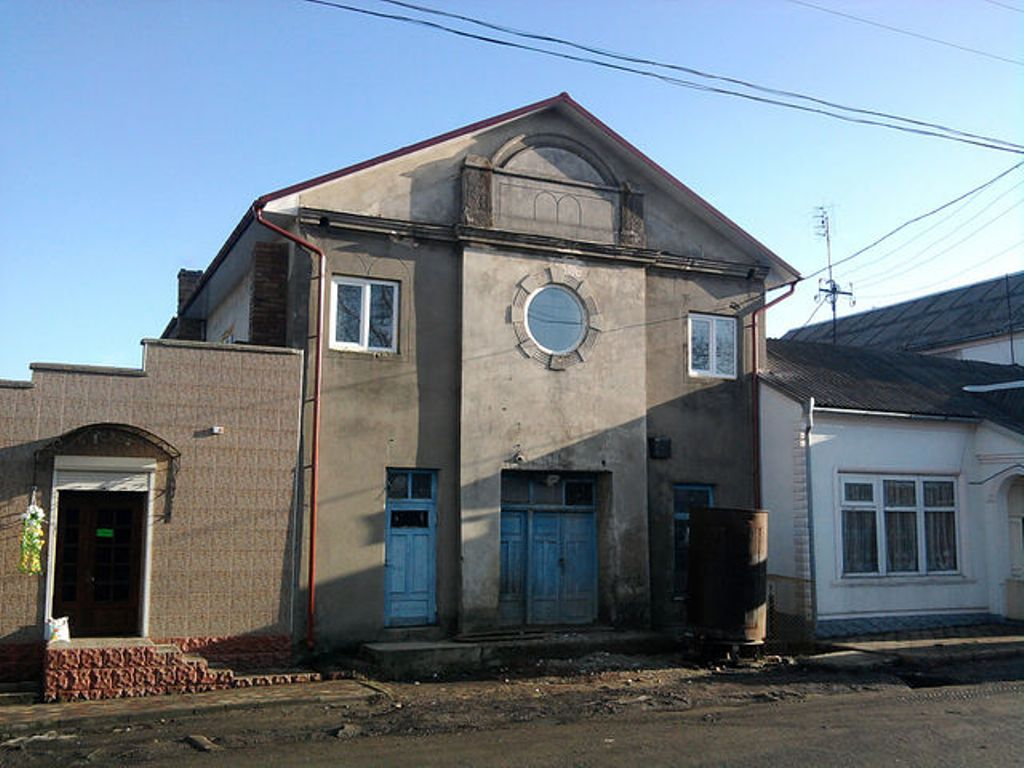
O fostă sinagogă din Herța

În perioada interbelică, orașul Herța a făcut parte din componența României, în Plasa Herța a județului Dorohoi. Conform recensământului din anul 1930, acolo locuiau 8.368 persoane, aproape în totalitate români.
În perioada interbelică, în comuna urbană Herța se desfășura un mic comerț de vite și cereale. Aici funcționau o pretură, o judecătorie mixtă, o  percepție fiscală, un oficiu P.T.T., un oficiu telefonic și un serviciu sanitar. De asemenea, pe plan educativ-cultural, existau 2 școli primare de stat, 1 școală primară confesională, 1 cerc de lectură, 1 societate  sionistă, 2 biserici ortodoxe și 7 sinagogi și case de rugăciune evreiești. Prin oraș trecea drumul național Cernăuți – Herța – Noua Suliță – Lipcani . 
Acest teritoriu nu a făcut parte niciodată din regiunea Basarabia sau din regiunea Bucovina, ci din regiunea cunoscută astăzi sub denumirea de Ținutul Herța și care a aparținut Moldovei și apoi României, până la cel de-al doilea război mondial.
Ca urmare a Pactului Ribbentrop-Molotov (1939), Basarabia și Bucovina de Nord au fost anexate de către URSS la 28 iunie 1940. Cu toate acestea, deși nu era prevăzută nici în Pactul Ribbentrop - Molotov și nici în notele ultimative sovietice din 26 iunie 1940 decât cedarea celor două teritorii mai sus-amintite și care nu făcuseră parte din Vechiul Regat, trupele sovietice au săvârșit încă un abuz prin încălcarea termenilor ultimatumului și au ocupat și un teritoriu cu o suprafață de 400 km² și o populație de aproximativ 50.000 de locuitori din Vechiul Regat, teritoriu cunoscut astăzi sub denumirea de Ținutul Herța. Sovieticii au afirmat ulterior că au ocupat acest teritoriu din cauza unei erori cartografice, deoarece sovieticii trăsese pe hartă o linie de demarcație cu un creion gros de tâmplărie.
Reintrat în componența României în perioada 1941-1944, orașul a fost aproape complet distrus în primele zile de război. Ținutul Herța a fost reocupat de către URSS în aprilie 1944 și integrat în componența RSS Ucrainene. Cu toate că  Tratatul de Pace de la Paris din 10 februarie 1947 a menționat ca "frontiera sovieto-română este fixată în conformitate cu acordul sovieto-român din 28 iunie 1940", URSS-ul a refuzat să restituie României Ținutul Herța .
După reocuparea orașului de către sovietici, Herța a fost reconstruită, dar populația nu a mai atins nivelul populației din perioada interbelică. Între anii 1940-1962, orașul Herța a fost reședința administrativă a raionului Herța. În următorii 30 de ani, orașul nu s-a mai dezvoltat, întreg raionul Herța fiind inclus în raionul Adâncata. 
Începând din anul 1991, orașul Herța face parte din raionul omonim al regiunii Cernăuți din cadrul Ucrainei independente, fiind centru administrativ raional. La recensământul din 1989, numărul locuitorilor care s-au declarat români plus moldoveni era de 1.443 (1.327+116), reprezentând 68,00% din populația localității. La acel moment, mai locuiau acolo 409 ucraineni, 222 ruși, 14 evrei, 3 polonezi și 31 persoane de alte etnii . În prezent, orașul are 2.101 locuitori, preponderent români.
În anul 1993 orașul a încorporat 56.5 hectare de teren din satul Târnauca, 8.3 hectare de teren din satul Molnița, suprafața orașului crescând la 322.3 hectare. În prezent, aici funcționează una din cele mai mari întreprinderi de pielărie din regiune, cu peste 1.300 muncitori, o fabrică de cărămidă și 3 școli. 
Liceul din localitate poartă din anul 1968 numele scriitorului român Gheorghe Asachi (1788-1869), născut la Herța.

## Demografie
Componența lingvistică a orașului Herța
     Română (70,79%)
     Ucraineană (17,98%)
     Rusă (10,89%)
     Alte limbi (0,05%)
Conform recensământului din 2001, majoritatea populației orașului Herța era vorbitoare de română (70,79%), existând în minoritate și vorbitori de ucraineană (17,98%) și rusă (10,89%). În 2001, majoritatea locuitorilor (74,58%) erau români, în timp ce 17,88% erau ucraineni și 6,35% ruși.
1930: 8.368 (recensământ)
1989: 2.122 (recens.)
2001: 2.068 (recens.)
2005: 2.081 (estimare)
2007: 2.101 (estim.)
2015: 2.112 (estim.)

## Personalități
- Gheorghe Asachi (1788 - 1869), poet, prozator și dramaturg român;
- Jacob de Neuschotz (1817 - 1888), om de afaceri evreu;
- Moisei Goldblat⁠(d) (1896 - 1974), actor și regizor de teatru evreiesc în limbile idiș și rusă;
- Herman Finer (1898 - 1969), politolog evreu emigrat în SUA;
- Emil Chifu (1925 - 1997), chimist;
- Liviu Beris (1927 - 2022), supraviețuitor al Holocaustului, președinte al Asociației Evreilor Români Victime ale Holocaustului.

## Obiective turistice
- Biserica "Sf. Spiridon" - construită din cărămidă în perioada 1798-1807 din inițiativa familiei Holban, cu un turn clopotniță deasupra pridvorului
- Conacul pictorului român Arthur Verona (1867-1946) - unde a fost amenajat un muzeu
- Bustul scriitorului român Gheorghe Asachi (1788-1869) - construit din bronz și amplasat în parcul orașului

## Galerie

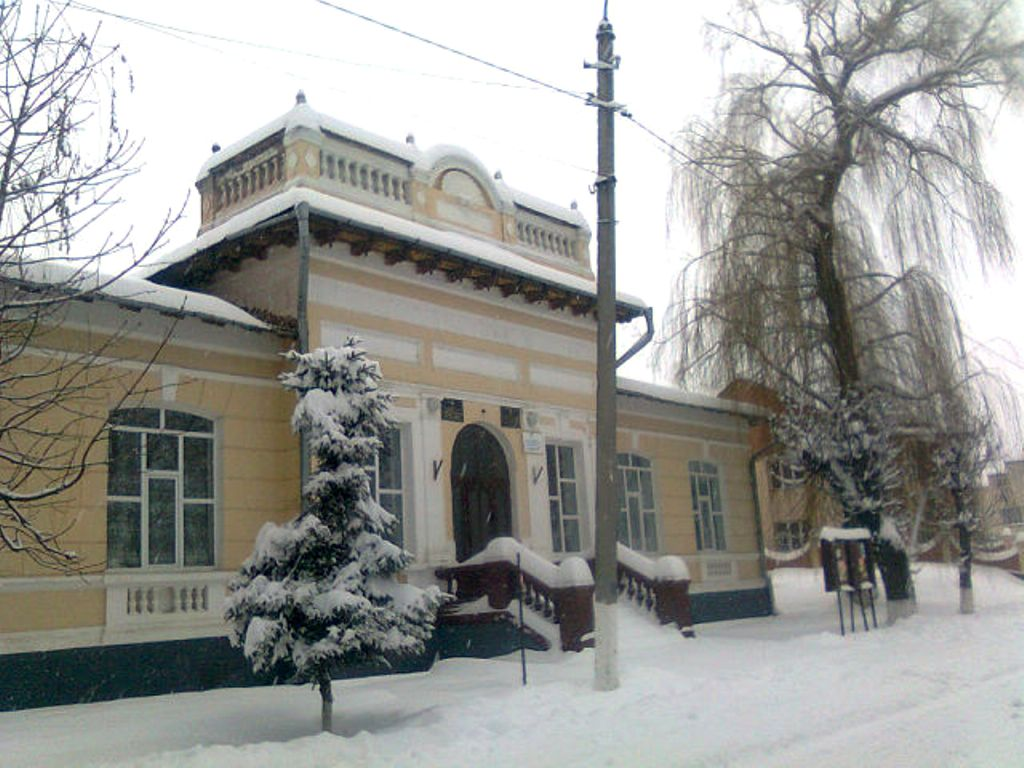
Fosta sinagoga, acum Palatul culturii
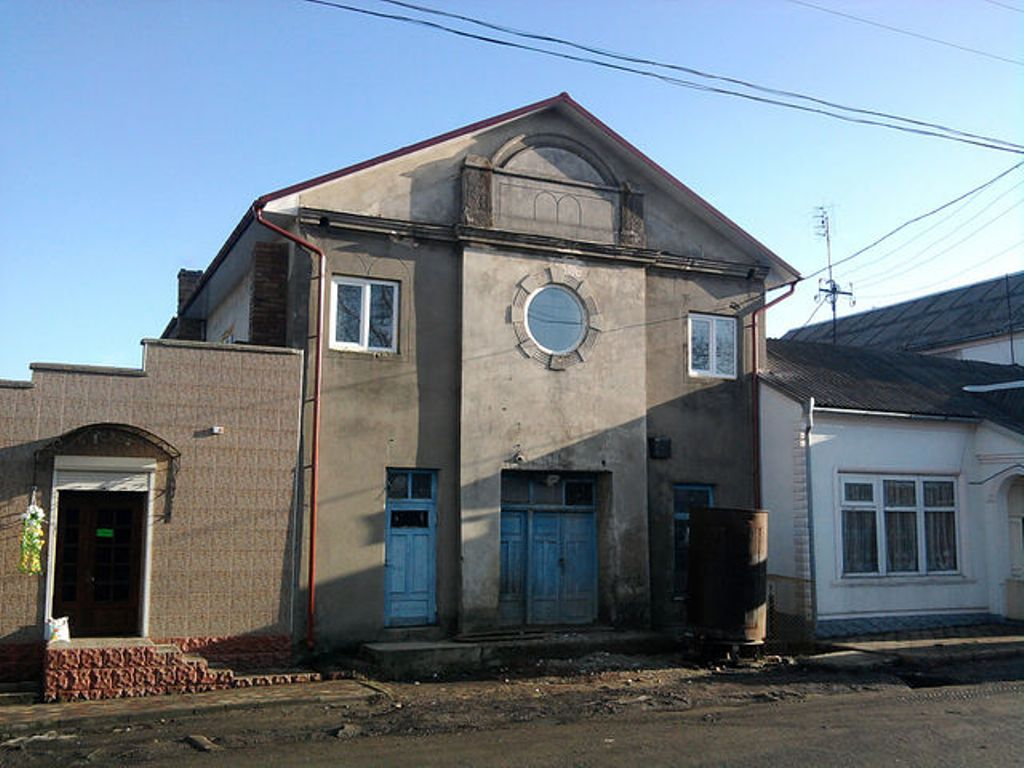
Fosta sinagoga